# IC 1257
IC 1257 — галактика типу V у сузір'ї Змієносець.
Цей об'єкт міститься в оригінальній редакції індексного каталогу.